# Pardal citrí
El pardal citrí (Passer flaveolus) és un ocell de la família dels passèrids (Passeridae).

## Hàbitat i distribució
Habita boscos, conreus i hàbitat humà de les terres baixes de Myanmar, Tailàndia, Cambodja, Laos, sud del Vietnam i Malaca.